# Environmental Sciences Europe
Environmental Sciences Europe ist eine Open-Access-Fachzeitschrift mit Peer-Review. Die Zeitschrift wurde 1989 mit dem Namen Umweltwissenschaften und Schadstoff-Forschung (UWSF) gegründet und bezeichnete sich selbst als erste Zeitschrift, die sich schadstofforientiert und interdisziplinär mit dem Verhalten, den Wirkungen und der Bewertung chemischer Stoffe beschäftigt. Die Umwelt- und Schadstoff-Problematik wird – unter Berücksichtigung von Ökotoxikologie, analytischer Chemie, Technologie und Gesetzgebung – aus (umwelt-)chemischer Sicht behandelt. Im Jahr 2011 wurde der Name in den heute gültigen geändert. Die Artikel seit 2011 sind frei verfügbar (Open Access). Die Zeitschrift konzentriert sich primär auf Europa, schließt aber auch Themen aus anderen Ländern mit ein. Der Impact Factor der Zeitschrift lag im Jahr 2021 bei 5,481.
Der erste Jahrgang von UWSF erschien 1989 im ecomed verlag, herausgegeben von Otto Hutzinger von der Universität Bayreuth. Die Zeitschrift UWSF war nicht im Web of Science indiziert; entsprechend wurde für sie auch kein Impact Factor berechnet.